# Praxithea
Genre
Praxithea est un genre d'insectes coléoptères de la famille des Cerambycidae, de la sous-famille des Cerambycinae et de la tribu des Torneutini.

## Historique et dénomination
Le genre Praxithea a été décrit par l'entomologiste français James Livingston Thomson en 1864 .

### Synonymie
- Praxythea (Thomson) mauvaise orthographe par Gounelle en 1909.

## Taxinomie
Liste d'espèces 
- Praxithea angusta (Lane, 1966)
- Praxithea beckeri (Martins & Monné, 1980 )
- Praxithea borgmeieri (Lane, 1938)
- Praxithea chavantina (Lane, 1949)
- Praxithea derourei (Chabrillac, 1857)
- Praxithea fabricii (Serville, 1834)
- Praxithea guianensis (Tavakilian & Monné, 2002)
- Praxithea javetii (Chabrillac, 1857)
- Praxithea lanei (Joly, 1999)
- Praxithea melzeri (Lane, 1956)
- Praxithea morvanae (Tavakilian & Monné, 2002)
- Praxithea peruviana (Lane, 1966)
- Praxithea seabrai (Tavakilian & Monné, 2002)
- Praxithea thomsonii (Chabrillac, 1857)
- Praxithea thouvenoti (Tavakilian & Monné, 2002)
- Praxithea travassosi (Lane, 1939)

### Articles liés
- Torneutini
- Liste des Cerambycinae de Guyane